# Daniel Stern (acteur)
Pour les articles homonymes, voir Daniel Stern et Stern.
Daniel Stern est un acteur, producteur et réalisateur américain né le 28 août 1957 à Bethesda, Maryland (États-Unis). Il est connu notamment pour son rôle de Marvin dans Maman, j'ai raté l'avion !, prestation qu'il renouvelle deux ans plus tard dans Maman, j'ai encore raté l'avion !.

## Biographie
Originaire de Bethesda dans le Maryland, Daniel Stern commence à jouer à l'âge de 17 ans. À la fin de ses études secondaires, il auditionna pour le Festival Shakespeare de Washington en cherchant un emploi en tant qu'ingénieur d'éclairage mais a fini par jouer un rôle dans A strolling player with a lute dans leur production de As you like it. Peu de temps après, il se rendit à New York où il prit quelques cours de théâtre et commença à se construire un portfolio impressionnant avec des rôles dans des pièces off-Broadway comme Split, Frankie and Annie, La Mandrake, et The old glory.
De plus, le réalisateur Peter Yates le désigna comme l'un des meilleurs jeunes acteurs dans son film très acclamé Breaking Away. À la suite de Breaking Away, il est apparu dans Memories Stardust de Woody Allen, It's My Turn de [Claudia Well] et Honky Tonk Freeway de John Schlesinger avant de revenir à New York pour jouer dans la pièce How I got that story, un duo théâtral qui lui a valu un succès critique et un rôle principal dans Diner de Barry Levinson. Ainsi crédité dans les films I'm Dancing As Fast As I Can, Blue Thunder, Hannah and her sisters, The Boss's Wife, The Milagro Beanfield War, Born in East LA et D.O.A.
En plus de prêter sa voix dans plusieurs séries télévisées, Stern réalise plusieurs épisodes de la comédie populaire diffusée par la chaîne ABC, The Wonder Years.

## Filmographie

### Comme acteur

#### Au cinéma
- 1979 : La Bande des quatre : Cyril
- 1979 : Merci d'avoir été ma femme : Deuxième étudiant
- 1980 : A Small Circle of Friends : Crazy Kid
- 1980 : Stardust Memories : L'acteur
- 1980 : One Trick Pony : Hare Krishna
- 1980 : C'est mon tour : Stanley Cooperman
- 1981 : Honky Tonk Freeway : L'auto-stoppeur
- 1982 : I'm Dancing as Fast as I Can : Jim
- 1982 : Diner : Laurence « Shrevie » Schreiber
- 1983 : Tonnerre de feu : L'officier Richard Lymangood
- 1983 : Get Crazy : Neil Allen
- 1984 : C.H.U.D. : A.J. « Le révérend » Shepherd
- 1984 : Frankenweenie : Ben Frankenstein
- 1985 : Key Exchange : Michael
- 1986 : Hannah et ses sœurs : Dusty
- 1986 : The Boss' Wife (en) : Joel Keefer
- 1987 : Born in East L.A. : Jimmy
- 1988 : Milagro : Herbie Platt
- 1988 : Mort à l'arrivée : Hal Petersham
- 1989 : Friends, Lovers, & Lunatics : Mat
- 1989 : Leviathan : Buzz « Sixpack » Parrish
- 1989 : Little Monsters : Glen Stevenson
- 1990 : Coupe de Ville : Marvin Libner
- 1990 : Un pourri au paradis (My Blue Heaven) : Will Stubbs
- 1990 : Maman, j'ai raté l'avion ! : Marv Merchants
- 1991 : La Vie, l'Amour, les Vaches : Phil Berquist
- 1992 : Maman, j'ai encore raté l'avion ! : Marv Merchants
- 1993 : La Star de Chicago : Phil Brickma
- 1994 : L'Or de Curly : Phil Berquist
- 1995 : Max zéro malgré lui : Max Grabelski
- 1996 : Celtic Pride : Mike O’Hara
- 1998 : The Tourist Trap : George Piper
- 1998 : Very Bad Things : Adam Berkow
- 2000 : Comment tuer le chien de son voisin : L'invité à la soirée costumée
- 2001 : Viva Las Nowhere : Frank Jacobs
- 2004 : The Last Full Measure
- 2006 : The Last Time : John Whitman
- 2008 : Otis : Will Lawson
- 2008 : A Previous Engagement : Jack Reynolds
- 2009 : Red State Blues : Howard
- 2009 : Bliss : Earl Cavendar
- 2010 : Les Trois Prochains Jours : Meyer Fisk
- 2010 : Branches : Le narrateur
- 2018 : Game Over, Man ! : Directeur de l’hôtel

#### À la télévision
- 1984 : Samson et Dalila : Micah
- 1984 : The Ratings Game : Skip Imperali
- 1985 : Hometown : Joey Nathan
- 1986 : Comedy Factory (1 épisode) : Leon
- 1988 : Weekend War : Dr David Garfield
- 1988-1993 : Les Années coup de cœur : Kevin Arnold et le narrateur
- 1990 : The Court-Martial of Jackie Robinson : William Cline
- 1991 : Les Simpson (1 épisode : Un pour tous, tous contre un) : Le narrateur (voix)
- 1992 : Larry Bird: A Basketball Legend : Le narrateur (voix)
- 1993 : SeaQuest, police des mers (1 épisode) : Pierre
- 1997 : Gun (1 épisode) : Harvey Hochfelder
- 1998 : Hé Arnold ! (1 épisode) : M. Packenham (voix)
- 1998 : Des vacances mouvementées : George W. Piper
- 1999 : Partners : Sam
- 1999-2000 : Dilbert : Dilbert (voix)
- 2001 : Danny : Danny
- 2003 : Regular Joe : Joe Binder
- 2006 : Bachelor Party Vegas : Harry Hard
- 2009 : Les Griffin (1 épisode) : Le narrateur (voix)
- 2009 : Monk ( Saison 8 épisode 3) : Shérif Fletcher
- 2010 : La Guerre des guirlandes (Battle of the Bulbs) : Bob Wallace
- 2017 : Love (1 épisode) : Le père de Mickey, Marty Dobbs
- 2019 : Shrill : Bill, le père d'Annie
- 2023 : For All Mankind : Eli Hobson

### Comme réalisateur
- 1989-1991 : Les Années coup de cœur : 10 épisodes
- 1993 : La Star de Chicago
- 2004-2005 : Les Sauvages : 3 épisodes
- 2011 : The Paul Reiser Show : 1 épisode

### Comme producteur
- 1995 : Max zéro malgré lui
- 2001 : Danny

### Comme scénariste
- 1984 : C.H.U.D.
- 2001 : Danny : 1 épisode

## Voix françaises
| - Michel Dodane dans : - Leviathan - La Vie, l'Amour, les Vaches - L'Or de Curly - Des vacances mouvementées (téléfilm) - Michel Mella dans : - Maman, j'ai raté l'avion - Maman, j'ai encore raté l'avion | et aussi : - Henri Courseaux dans Stardust Memories - Luq Hamet dans Diner - Vincent Violette dans Tonnerre de feu - Dominique Collignon-Maurin dans Hannah et ses sœurs - Pierre Laurent dans Frankenweenie - Vincent Grass dans Mort à l'arrivée - Jean-Luc Kayser dans Very Bad Things - Patrick Borg dans Bliss - Pierre Dourlens dans Les Trois Prochains Jours |